# Регио–Тур
Регио–Тур (нем. Regio-Tour) — шоссейная многодневная велогонка, с 1985 по 2012 год ежегодно проводившаяся между Германией, Францией и Швейцарией.

## История
До 1994 года проводилась среди любителей, после чего стала профессиональной гонкой, первый два года национального, а далее — международного уровня, войдя в 2005 году в календарь UCI Europe Tour под категорией 2.1. С 2006 по 2008 входила в Велошоссейный кубок Германии
В 2002 году официальное название гонки изменилось на Ротаус Регио–Тур из-за нового главного спонсора, одноимённой пивоваренной компании.
В 2009 году из-за многочисленных случаев допинга, которые затронули немецкий велоспорт, организаторы решили проводить гонку среди юниоров (до 19-ти лет). В 2013 году гонка была ликвидирована, в том числе и из-за прекращения спонсорской поддержки.
Маршрут состоял из пяти этапов включая индивидуальную гонку. Традиционно один из этапов проходил в французском Эльзасе, а заключительный во Фогтсбурге в Кайзерштульских горах. С 2009 года сократился до четырёх этапов.
Среди её победителей были такие известные гонщики как Ян Ульрих, Александр Винокуров, Андреас Клоден, Вячеслав Екимов и Марио Чиполлини.

## Призёры

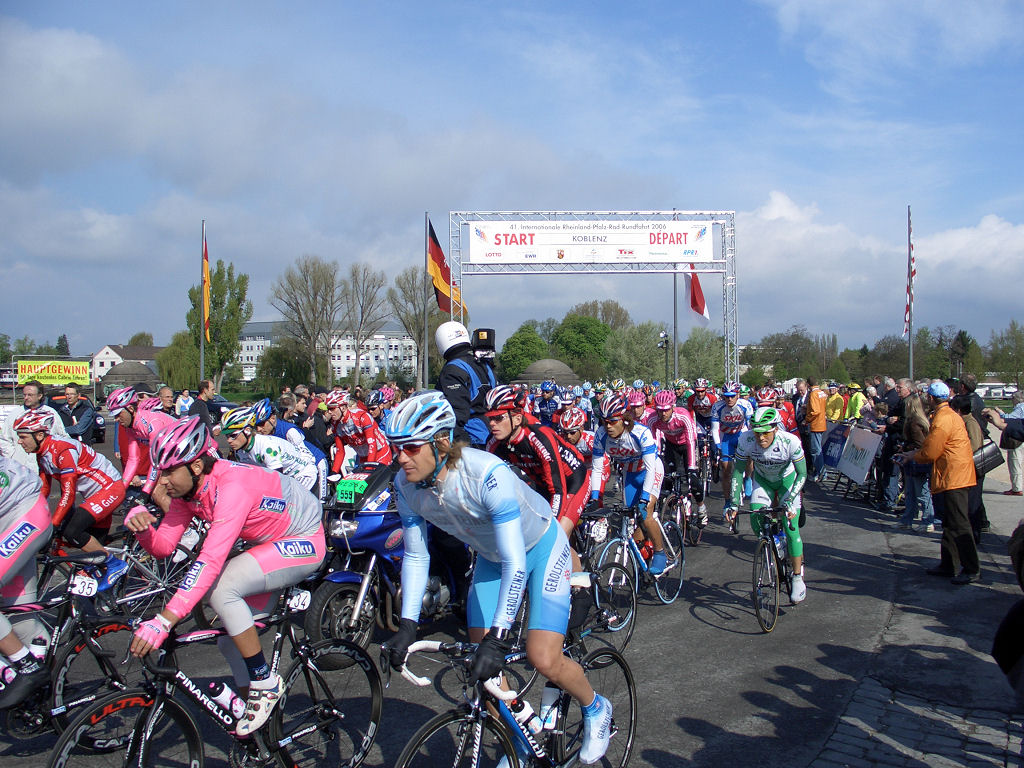
Старт гонки в 2006 году.

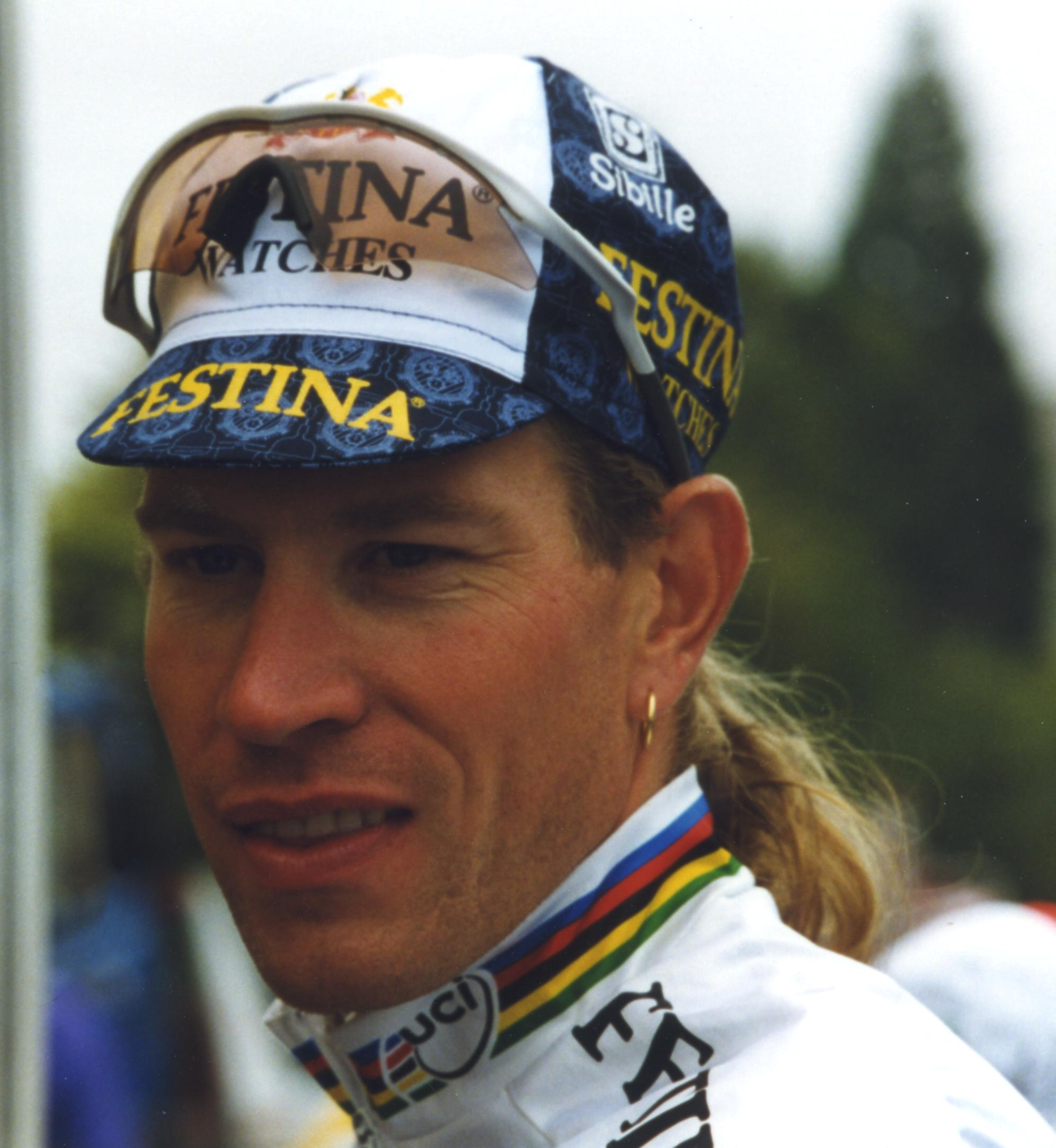
Лоран Брошар

| Год                | Победитель            | Второй               | Третий              |
| ------------------ | --------------------- | -------------------- | ------------------- |
| Regio-Tour         |                       |                      |                     |
| 1985               | Ули Роттлер           | Андреас Каппес       | Кристиан Хенн       |
| 1986               | Флавио Ванзелла       | Массимо Подензана    | Паскаль Ланс        |
| 1987               | Марио Чиполлини       | Лаурен Йёделин       | Петер Ганслер       |
| 1988               | Вячеслав Екимов       | Михаэль Шенк         | Северин Курманн     |
| 1989               | Фальк Боден           | Кай Хундертмарк      | Рольф Альдаг        |
| 1990               | Александер Шефер      | Йенс Хеппнер         | Андрей Тетерюк      |
| 1991               | Александр Кастенхубер | Эрик Деккер          | Роланд Бальтиссер   |
| 1992               | Даинис Озольс         | Томас Флейшер        | Владислав Бобрик    |
| 1993               | Паскаль Эрве          | Эрик Спулер          | Александр Винокуров |
| 1994               | Лоран Брошар          | Ларс-Кристиан Йонсен | Кристоф Менжин      |
| 1995               | Роберто Писторе       | Джанлука Пянегонда   | Уве Пешель          |
| 1996               | Ян Ульрих             | Йенс Хеппнер         | Пьотр Угрумов       |
| 1997               | Вячеслав Джаванян     | Патрик Йонкер        | Роланд Мейер        |
| 1998               | Мирко Челестино       | Родольфо Онгарато    | Эмануэле Люпи       |
| 1999               | Гриша Нирман          | Михаэль Риш          | Никола Лода         |
| 2000               | Филиппо Симеони       | Иван Бассо           | Андреас Клёден      |
| 2001               | Патрис Альганд        | Руслан Иванов        | Гиллье Бёвар        |
| Rothaus Regio-Tour |                       |                      |                     |
| 2002               | Лоран Брошар          | Андреас Клёден       | Маркус Цберг        |
| 2003               | Владимир Густов       | Ронни Шольц          | Кристиан Морени     |
| 2004               | Александр Винокуров   | Штефан Шрек          | Андрей Кашечкин     |
| 2005               | Нико Сейменс          | Торстен Хикманн      | Максим Монфор       |
| 2006               | Андреас Клёден        | Майкл Роджерс        | Данило Хондо        |
| 2007               | Мойсес Деняс          | Михил Игнатьев       | Андрей Куницки      |
| 2008               | Бьёрн Шрёдер          | Маркус Фотен         | Мануэль Васкес      |
| 2009               | Рон Пфейфер           | Тассило Фрикке       | Яша Зюттерлин       |
| 2010               | Марио Вогт            | Маттиас Пларре       | Дерк Абел Беккеринг |
| 2011               | Бредли Линфилд        | Ричард Дьяксхорн     | Гильем Мартин       |
| 2012               | Пьотр Хавик           | Никлас Эг            | Сёрен Краг Андерсен |

## Рекорд побед

### По странам
| Побед | Страна                                                                      |
| ----- | --------------------------------------------------------------------------- |
| 9     | Германия                                                                    |
| 5     | Италия                                                                      |
| 4     | Франция                                                                     |
| 2     | Швейцария                                                                   |
| 1     | Австралия, Бельгия, Казахстан, Нидерланды, Украина, Польша, Россия, Испания |